# 贝纳里反应
Bénary反应（Bénary reaction）
β-(N,N-二取代氨基)乙烯基酮与格氏试剂进行1,4-加成，再经水解，消除二烷基胺，同时生成α,β-不饱和酮。 此法也可用于α,β-不饱和醛和α,β-不饱和酯的制取，但在合成中用途较少。
1931年由 E. Bénary 报道。